# ジュラシック・ワールド
『ジュラシック・ワールド』（Jurassic World）は、2015年のアメリカのSFアクション映画。「ジュラシック・パーク」シリーズの第4作目であり、「ジュラシック・ワールド」三部作の第1作目である。監督はコリン・トレヴォロウ、脚本はリック・ジャッファ、アマンダ・シルヴァー、デレク・コノリーとトレヴォロウが務めており、クリス・プラット、ブライス・ダラス・ハワード、ヴィンセント・ドノフリオ、タイ・シンプキンス、ニック・ロビンソンらが出演している。

## ストーリー
イスラ・ヌブラル島で起こった「ジュラシック・パーク」の惨劇から22年後、インジェン社はマスラニ・グローバル社（マスラニ社）に買収され、島はサイモン・マスラニ社長の所有に渡る。マスラニ社は、亡くなったジョン・ハモンドが夢見た恐竜のテーマパークを新たに「ジュラシック・ワールド」として実現させ、今や世界中から毎日二万人の旅行者が訪れる人気の観光施設として成功を収めていた。
パークの運営責任者のクレア・ディアリングは、訪ねてきた甥のザックとグレイに構う間もないほど多忙な日々を送っていた。クレアは二人をアシスタントのザラ・ヤングに任せ、オーナーのサイモンと遺伝子操作によって生み出された新種のハイブリッド恐竜「インドミナス・レックス」について話し合う。サイモンは、インドミナスを飼育するための防壁が適当かどうか、ヴェロキラプトル（ラプトル）の調教師であるオーウェン・グレイディに評価させるよう命じた。
インジェン社の警備部門長であるヴィック・ホスキンスはオーウェンに対して、ラプトルを兵器として軍事利用する話を持ちかけるも一蹴される。その直後、アクシデントにより飼育員の一人が4頭のラプトル（ブルー、デルタ、エコー、チャーリー）が暮らす飼育エリアに落下してしまう。オーウェンは自ら飼育エリアに入ってラプトル達を制し、辛くも飼育員を救い出す。その光景を目の当たりにしたホスキンスは、改めてラプトルを人間の支配下に置くことは現実的であると確信したのであった。
クレアはオーウェンのバンガローを訪れ、マスラニからの要請を伝える。それを受けたオーウェンはクレアと共にインドミナスの飼育エリアに到着したものの、餌が吊るされても何故かインドミナスは姿を現さなかった。不審に思ったクレアが確認するとインドミナスの生体反応が見当たらず、さらにオーウェンの指摘で内部の防壁に真新しい爪痕が残されているのを発見する。クレアは直ちに恐竜が脱走したとの報をパークのコントロール・ルームに連絡。オーウェンと二人の職員も防壁の爪痕を調べるため飼育エリア内に入った。しかし、全てはインドミナス自身が仕掛けた罠であり、最初からインドミナスは外へ逃げ出してはおらず、自らの生体反応を隠蔽し脱走したように見せかけて待ち伏せしていたのであった。クレアはコントロール・ルームからインドミナスが飼育エリア内にいたままだったことを報されるも時すでに遅く、インドミナスは飼育エリア内にいたオーウェンらを襲撃し、職員二人を食い殺して本当に飼育エリア外へ脱走してしまう。
管理棟に戻ったクレアはACU（Asset Containment Unit - 資産管理部隊）を出動させインドミナスの追跡・捕獲作戦を開始。今後のジュラシック・ワールドの目玉ともなろう恐竜を、犠牲者が既に出ているにも関わらず生かして捕獲しようと画策していた。だがインドミナスは自ら剥ぎ取った追跡装置を使った罠と保護色によるカモフラージュで部隊を撹乱し、返り討ちにした。最早インドミナスの捕獲は不可能。この事態を受け、サイモンがインドミナスのDNAを設計したヘンリー・ウー博士を問い詰めた結果、様々な生物のDNAを組み込んだことで、インドミナスには体のカモフラージュや、体表からの赤外線放射を抑制し赤外線カメラを欺く能力など、本来観光客向けではない能力が備わった怪物であることが判明する。
その頃、何も知らないザックとグレイは監視役であるザラの目を盗み彼女の元を離れ、二人きりでパークを満喫していた。インドミナス脱走を受けたクレアの指示によりパークの北半分を閉鎖、来場客全員をパーク中央のメインエリアに避難させる中、「ジャイロスフィア」と呼ばれる操縦式のカプセルで恐竜たちを間近で見るアトラクションに参加していた二人は避難指示とクレアからの電話にも構わず散策を続け、立ち入り禁止の森林エリアでインドミナスの襲撃を受ける。兄弟は滝壺に飛び込んで危機を逃れ、旧ジュラシック・パークのビジターセンターに放置されていた自動車を修理し、パーク中央への帰還を図る。一方、インドミナスを抹殺する作戦でサイモンは兵士らを同乗させて自らヘリコプターを操縦。発見したインドミナスに空中から攻撃を仕掛けさせる。逃げるインドミナスはそのまま翼竜園のドームへ突進し、ガラス壁を突き破りドーム内部へと侵入する。その結果ドーム内にいた多くのプテラノドンやディモルフォドンなどの翼竜が次々と外へ逃げ出していき、サイモンらの乗るヘリコプターはその翼竜達の襲撃を受けて同乗していた兵士らを殺された挙句、同様にドームのガラス壁を破壊しながら墜落。サイモンもそのヘリコプターと運命を共にする。そしてその事態により、ドーム内の翼竜達が一斉に脱走し始めてしまう。
脱走した翼竜の群れはそのままパークのメインエリアに飛来し、そこに避難していた多くの来場者達やスタッフらを襲い始めたことでパークは大パニックに陥る。ジープでの帰還を果たしたザックとグレイはザラと再び合流したが、ザラはプテラノドンに捕らえられてモササウルスがいる湖に落とされ、二人の目の前でプテラノドン諸共モササウルスに一呑みにされてしまう。そこへ、ザックとグレイを探しに行き同様にインドミナスの襲撃を受けながらも生き延びたオーウェンとクレアが戻って兄弟と再会を果たし、翼竜の群れを掻い潜って管理棟を目指す。管理棟では、パークの実質的指揮権を握ったホスキンスがこの混乱を好機と捉えてインジェン社の兵士を呼び寄せ、ラプトルを兵器として利用する実地テストを兼ね、インドミナスを追う作戦を立てていた。不本意ながらもその作戦に協力することにしたオーウェンは、ラプトル達の頭にカメラを付けて放ち、援軍のインジェン社兵士のチームとともにバイクで後を追う。
そしてオーウェンらはインドミナスを発見するが、ラプトルのDNAをも有していたインドミナスは追ってきたラプトル達と意思疎通して懐柔し追跡部隊を襲うよう仕向けた。兵士が次々とラプトル達に襲われ殺されていく中、インドミナスはジャングルの中へと逃げ一旦は姿を消す。直後にラプトルの一頭チャーリーは隊員の反撃によりロケットランチャーで爆殺され、残りのラプトル三頭の内ブルーがオーウェンと攻防し、デルタとエコーが脱出を図るクレアと兄弟を乗せて走るトラックを襲撃する。追いかけてくるラプトルをどうにか撃退した三人はオーウェンと合流、パークのメインエリアへ戻りインジェン社の遺伝子研究所へ入った。そこで四人は証拠隠滅と逃走を図るホスキンスと鉢合わせする。彼は既に遺伝学者のウーをはじめ、残りの人員全てをインドミナスの受精卵とともに島から脱出させていたのだ。そこで彼は恐竜の兵器転用に使えるのはラプトルだけではなく、インドミナスこそまさに軍隊に変わる新たな生物兵器として利用が可能だと開き直る。しかし突然そこへ侵入してきたデルタがホスキンスを襲い殺害。四人はその隙に研究所から抜け出すもとうとうその出入口でブルーら三頭のラプトルに囲まれてしまう。だがオーウェンはラプトル達に語りかけ、三頭はオーウェンとの絆を思い出し再び彼の味方に付く。そこへインドミナスが現れラプトル達を再び懐柔しようとするがブルーに拒否され、反旗を翻されたと知るやブルーを壁に叩き付ける。オーウェンは銃を手に、残るエコーとデルタ二頭のラプトルと共にインドミナスに立ち向かうが、その圧倒的な強さにデルタとエコーは殺され、オーウェンもザック、グレイと共にインドミナスに追い詰められてしまう。
クレアはインドミナスに対する最後の対抗策として、22年前にパークで暴れたあのティラノサウルス・レックスを飼育エリアから解放、発煙筒でインドミナスの下へ誘導する。相見えた二頭の肉食恐竜は激突し死闘を展開するが、インドミナスの力はティラノサウルスをも凌駕しておりそのまま圧倒。手負いのティラノサウルスにインドミナスがとどめを刺そうとした刹那、意識を回復したブルーが現れインドミナスに飛びかかった。その隙にティラノサウルスは反撃に転じ、ブルーと共にインドミナスに猛攻を仕掛け湖エリアの縁へと追い詰めた。重傷を負いながら尚も二頭に対して闘志を剥き出しにするインドミナスだったが、騒ぎと血の匂いを嗅ぎつけて湖から跳び出してきたモササウルスに喰らい付かれ、水中へと引きずり込まれていったことで戦いは決着。直後にティラノサウルスは目の前のブルーを一瞥したものの襲うことなくその場を後にし、ブルーもまた、オーウェンとの別れを惜しむかのように去っていった。
そしてオーウェンら四人は無事、コスタリカの避難所に到着。ザックとグレイは両親と再会し、オーウェンとクレアの仲も戻る。そして朝を迎えたイスラ・ヌブラル島では、死闘を終え再び自由を取り戻したティラノサウルスが、崩壊し無人となったパークを見下ろしながら王者の如く咆哮を轟かせていた。

## 登場人物

### 主要人物
オーウェン・グレイディ
演 - クリス・プラット
「ジュラシック・ワールド」の恐竜監視員・管理人の一人。元海軍の軍人。
ヴェロキラプトルの行動を研究し、ブルーらラプトル達を手懐けている。クレアよりずっと低い役職だが、かつて恋人関係にあったため、クレアの言うことを無視することが多い。
第1作目で死亡した旧パークの恐竜監視員ロバート・マルドゥーンの役職を引き継いでおり、マルドゥーンと同じ型のジャケットを着用している。恐竜とは対等な生物として敬意を持って接しており、同僚たちだけでなくサイモンからの信頼も厚い。ホスキンスやクレアは恐竜を「生体兵器」や「商品」としか捉えず敬意も見せないが、それに反発している。
インドミナスの脱走の際に襲われるも、自身の体臭を車のガソリンで消す咄嗟の機転で生き延び、インドミナスの暴走と殺戮を止めるために奔走し始める。クレアとは張り合いながらも協力し合い、1度はインドミナスに服従させられたラプトル達を再び自らの味方に戻し、インドミナスに立ち向かった。しかし圧倒的な強さを前に苦戦し窮地に追い込まれるが、クレアが最後の切り札として放ったティラノサウルス、ラプトルのブルーに助けられ、九死に一生を得る。インドミナスがモササウルスにより倒された直後、唯一生き残ったブルーを呼び戻すことはせず、静かに逃がした。
クレア・ディアリング
演 - ブライス・ダラス・ハワード
「ジュラシック・ワールド」のパークの管理責任者。インジェン社のコンサルタントや株主資本の募集人等、様々な役職を務めている才女。
融通の利かない性格で、恐竜たちのことはビジネスの道具と割り切って無関心である。姉のカレンに観光に来た甥達の世話を頼まれたが、多忙であったことから仕事を優先し秘書のザラに世話を押し付けた。インドミナス脱走時もパークの損害を真っ先に心配し、インドミナスの殺処分を主張したオーウェンに反発していた。その後、「暴走した恐竜の破壊行動を止めることより、私の行方不明になった甥たちを探すのが先よ」と警備員たちに命令し、更にジュラシック・ワールドの制御室を放棄し自ら捜索に出た。
オーウェンと共に甥達の救出に向かった道中、インドミナスに攻撃されたアパトサウルスの最期をオーウェンと共に看取ったことで、命を軽んじた己の愚行を痛感し改心。その後はザックとグレイの捜索に奔走、再会すると空回りながらも二人を必死で守り抜こうとオーウェンと協力した。終盤でのインドミナスとの最終決戦の際は、グレイの機転によりティラノサウルスを解き放つなどをして、勝利への一端を担う事となった。
オーウェンとはかつて交際していたが、初デートで互いに辟易して破局している。
本作の前日譚である小説『ジュラシック・ワールド0: 悲劇の王国（The Evolution of Claire）』では主人公として登場。19歳の大学生であった2004年に開園1年前のイスラ・ヌブラル島のジュラシック・ワールドでのインターンの機会を得る。当時は学生寮で「サリーライド」と名付けたアゴヒゲトカゲのペットを飼っており、パークのインターンでは細心の注意を払いながら恐竜の生活を改善する事を目指すなど、動物を愛する心の持ち主だった。だが、イスラ・ソルナ島から恐竜を出荷する際、ヴェロキラプトルによる事故が発生し、インターン生の一人で恋人のジャスティンが逃げ遅れ、亡くなった。その後、長い年月を経てクレアはついに島及びジュラシック・ワールドの頂点に上り詰めたが、同時に動物を愛する初心も失った。
グレイ・ミッチェル
演 - タイ・シンプキンス
クレアの甥。11歳。大の恐竜好きで、パーク内ではよくはしゃいでいる。恐竜やジュラシック・ワールドについて、案内を必要としないほどの詳しい知識を持っている。
洞察力に優れており、両親が離婚しようとしていることに気付いて動揺していた。終盤、「インドミナスを倒せない原因は、歯の数が少ないから、もっと多くの歯が必要！」と語り、それを聞いたクレアが歯の多いティラノサウルスを解放して、最後の勝利に導いた。
ザック・ミッチェル
演 - ニック・ロビンソン
クレアの甥で、グレイの兄。16歳。パークのアトラクションにグレイと一緒に歓声を上げたりもするが、恐竜にはあまり興味がなく、いつもスマートフォンを操作している。
恋人がいるものの、パークでは度々若い女性観光客に色目を使っていた。ダメと言われたことをやろうとするなど、迷惑な一面もある。
車に関して博識であり、インドミナス・レックスに追われた際は旧ジュラシック・パークで使用されていた廃車同然の車を修理し、自ら運転して窮地を脱し、オーウェンを驚かせた。

### マスラニ・グローバル
ジュラシックワールド・パークとインジェン社の親会社。テーマパークや遺伝子研究の分野以外、通信ネットワーク・石油発掘・再生エネルギー・人工衛星など様々な産業を擁する巨大グローバル企業。
サイモン・マスラニ
演 - イルファーン・カーン
マスラニ・グローバル・グループの設立者で、ジュラシックワールド・パークとインジェン社両方の実質オーナー。
自らヘリを操縦して突然パークを訪れる行動派だが、ヘリの操縦免許自体はまだ交付されておらず、操縦はかなり未熟。若く自信家ながら、利益よりも企業倫理を優先する良識や人間的な器量の大きさも持ち合わせるが、それ故に部下に対して必要以上の信頼を寄せ過ぎる傾向がある。
1970年代初期に設立されたインドの通信ネットワーク会社マスラニの設立者サンジェイ・マスラニの息子。なお、父サンジェイ・マスラニはジョン・ハモンドの親友でもある。1992年に父親が亡くなった為、父に代わってマスラニ社の後を継いだ。通信ネットワーク以外にもアブダビで石油部門の会社を設立し、石油発掘を始め、世界各国で様々な産業を成功させる。
1997年に財政難から再建の道を探っていたインジェン社の買収に乗り出し、交渉の末1年後に買収に成功、同社を傘下にした。2002年からの3年間、「ジュラシック・ワールド」をテーマパークだけではなく、一つの会社として設立・パークの建設を行った。前日譚『The Evolution of Claire』によると、マスラニはイスラ・ソルナ島からイスラ・ヌブラル島に恐竜が運ばれ定住するたびに教育センターの上部でシャンパンテストを開催していたという。
作中では脱走したインドミナスを殺処分しようというオーウェンの提案に対し、一度は「巨費を投じたのだから簡単には殺せない」と金銭的な損得勘定で捕獲を命じるが、後にインドミナス開発の裏にあるウーの真意を知ったことで考えを改める。インドミナス掃討作戦には自らヘリ操縦士として兵士ら2名を同乗させて参加するも、インドミナスの策略でドームから脱走した翼竜の群れによりヘリを撃墜され爆死を遂げた。

#### ジュラシック・ワールド
2005年、マスラニ・グローバルがイスラ・ヌブラル島で開業した世界最大級のテーマパーク。恐竜の展示・接触・専門知識の紹介や古代生物のアトラクションをはじめ、科学館・ホテル・ショッピングモール・レストラン・ゴルフ場も集まるリゾート地区として整備され、ゲストたちは自動式船・磁気浮上式鉄道を利用してパークを出入りする。
ザラ・ヤング
演 - ケイティ・マクグラス
クレアの個人秘書。イギリス人。パークを訪れていたクレアの甥のザックとグレイの兄弟の世話を押し付けられおざなりに付き添っていたが、プライベートの電話に出ている間に逃げられてしまう。ドームの翼竜が脱走した混乱の中、ザックとグレイをようやく見つけその場でヒステリックに叱ろうとするも、直後に上空からプテラノドンに連れ去られてしまう。その後、モササウルスの湖に落とされ、プテラノドン共々モササウルスに丸呑みにされてしまった。
彼女はシリーズ史上初の名前が付けられた女性の死亡者であり、このシーンの撮影時には演じたケイティ自らがスタントをこなしたという。
ロウリー・クルーザース
演 - ジェイク・ジョンソン
パークで働くテクノロジーに精通したオペレーター。大学卒業後にマスラニ社の「ジュラシック・ワールド」の仕事に就いた。
eBayで購入した旧パーク「ジュラシック・パーク」のTシャツを着ており、デスクには恐竜のフィギュアを何体も飾っている。原作小説でも劇場映画版でも『ジュラシック・パーク』第1作での出来事は劇中関係者に口止め料が支払われた上で箝口令が敷かれているが、本作では既に部外者も知るところとなっている。彼もその一人であり、子供の頃から恐竜が好きで、失敗した旧パークに興味をそそられていた。職務に対しては誠実で、インドミナスが脱走し、他のスタッフが避難する中で一人だけコントロール・ルームに残った。同僚であるヴィヴィアンに恋心を抱いていたものの、失恋してしまう。
ジェイク・ジョンソンのインタビューによるロウリーのキャラクター裏設定によると、「ジュラシック・ワールド」で働く従業員はホテル施設に居住しているが、ロウリーは自分の部屋があるホテル施設に住まず、旧「ジュラシック・パーク」施設がある島の北部に行ってそこに住んでいたと語る。そこにはイスラ・ヌブラル島の先住民（Tun-Siとも呼ばれるブリブリ族）の一部が島に戻って居住し、ロウリーは彼らと親しくなり一緒に住んでいたという。
ヴィヴィアン・クリル (Vivian Krill)
演 - ローレン・ラプカス
パークのオペレーター。少々気弱な性格で、インドミナス脱走の際には動揺のあまり泣きだしてしまう一面も見られた。終盤、他のスタッフとともにパークから避難する。ロウリーとの別れ際に自分にキスしようとした彼を拒み、恋人がいることを告げた。
バリー・センベーヌ
演 - オマール・シー
オーウェンの友人で、オーウェンと共にヴェロキラプトルの調教を務める。
フランスに住んでいたが、友人のオーウェンに呼ばれ、『ジュラシック・ワールド』でヴェロキラプトルの調教を務める事となった。
オーウェンほど信頼関係は築けてはいないものの、彼と同様にラプトル達には敬意を払って接している。そのためインドミナス脱走時には、恐竜たちのストレスや危険性を全く考慮していなかった上層部に「何も学んでいない」と怒りを露わにしていた。
終盤、オーウェンらとともにインドミナス討伐に向かうが、裏切ったラプトル達の襲撃から逃げ遅れて朽木の中に隠れた際、ブルーに襲われる。育ててきた愛着からブルーを攻撃できなかったものの、オーウェンが囮になってブルーの注意を引いた事で難を逃れた。パーク撤退後は他の職員とともに負傷した観客の手当てをしていた。
若いラプトル調教師
演 - コルビー・ブースマン・シェパード
オーウェンの元で働く、新人の若いラプトル調教師。序盤、アクシデントによりラプトル4姉妹がいる檻の中へ転落しピンチに陥るも、オーウェンに助けられ命拾いする。その後のラプトルによるインドミナスの討伐作戦では、檻の扉を開けてラプトル4姉妹を解き放っていた。
ゲーム『レゴ ジュラシック・ワールド』でレオンと言う名前が付けられている。
ジャイロスフィアのオペレーター
演 - マーティ・カルバロプリー
ジャイロスフィアのオペレーターを担当する若い従業員で、作中では「やる気の無いスタッフ」であった。
ザックとグレイをジャイロスフィアに乗り込ませたが、直後に非常事態宣言が発令された時は混乱していた。
映画では名前は示されていないが、ゲーム『レゴ ジュラシック・ワールド』でジョシュと言う名前が付けられている。
ジミー・ファロン
演 - ジミー・ファロン
ジャイロスフィアと呼ばれる球体の乗り物に搭載されている端末で、訪問者を案内する教育ビデオの案内人。
ミスター・DNA
声 - コリン・トレヴォロウ
1作目で、クローン再生の概要を解説する、アニメ映画に登場したアニメキャラクター。1作目のミスター・DNAとほぼ同じ姿だが、青と白だけの配色となっている。
パドックの監視員
演 - エリック・エデルシュタイン
インドミナスのパドック（檻）の監視員。オーウェンと共にパドックの中の防壁の爪痕を調べていたが、待ち伏せしていたインドミナスが襲撃してきたことでパニックになり、扉を開けて外へ逃げ出したことで結果的にインドミナスをパドックから脱出させてしまう。その直後、逃げ遅れて車の陰に隠れていたところをインドミナスに見つかり食い殺された。映画では単に「パドックの監視員」（Paddock Supervisor）の役名だったが、マスラニ・グローバル社のオフィシャルサイトでは、演じた本人の名のままで、サイモン・マスラニが「ジュラシック・ワールド」のパドックの監視員エリック・エデルシュタインと紹介されていた。
パドックの労働者
演 - エディ・J・フェルナンデス（ノンクレジット）
インドミナスのパドック（檻）の労働者の1人。オーウェンとパドックの監視員らと共にパドックの中の入り防壁の爪痕を調べていたが、待ち伏せしていたインドミナスに襲撃され、逃げようとするも捕らえられて食い殺された。
ゲーム『レゴ ジュラシック・ワールド』でエリスと言う名前が付けられている。
カタシ・ハマダ (Katashi Hamada)
演 - ブライアン・ティー
ジュラシックワールドのセキュリティ部門 Asset Containment Unit (ACU) のメンバーで、パークの警備管理者。捕獲チームのリーダーも兼任している。
脱走したインドミナスの捕獲に赴くが、逆にインドミナスが仕掛けた罠にかかり、襲撃を受ける。その後、インドミナスに鷲掴みにされ、他のメンバーがインドミナスを攻撃した際に地面に叩き付けられた挙げ句踏み潰されるという無残な最期を遂げた。
小説版では警視庁特殊部隊の出身という設定。
オースティン・クーパー・クレイグ・リー・マイヤーズ・ミラー・スピアーズ・ACUガンナー・ACUトルーパー
演 - トム・ブイ、Nico Woulard、ポール・ダーネル、ケヴィン・フォスター、ティモシー・ユーリック、その他（ノンクレジット）
ハマダと同じジュラシックワールドのセキュリティ部門Containment Unit（ACU）のメンバー達。脱走したインドミナスの捕獲に赴いていた。ハマダとオースティンの2人を司令官に、2つのチームに分かれ、脱走したインドミナス捕獲の任務に当たっていた。唯一の女性メンバーであるマイヤーズ以外はインドミナスに殺害された。クーパーも殺されるが、小説版では彼は生き残っている。

#### インジェン社
1997年でマスラニ・グローバルに買収された遺伝子会社。元ジュラシック・パークと一体化した会社であり、警備隊も所有したが、今はマスラニ・グローバルの傘下に拠って、ジュラシック・ワールドや警備隊と分離され、遺伝子操作や恐竜の創造に専念している。
ヴィック・ホスキンス
演 - ヴィンセント・ドノフリオ
インジェン社の安全と警備を担当するセキュリティ部門幹部。元軍人で、上層部と裏でつながっており、恐竜を生体兵器として軍事利用を画策する野心家。
マスラニCEOの死を受け、ジュラシックワールドのセキュリティ部門の行動が無効化した後、代わりにインジェン社の幹部としてジュラシックワールド管理権を行使した。
『III』の後、イスラ・ソルナ島から脱出してカナダ上空にやって来た3羽のプテラノドンの掃討を手伝い、その後「ジュラシック・ワールド」建設工事中の労働者の安全の為マスラニに雇われた。ヴェロキラプトルの知能を研究する目的で2012年から開始された「IBRIS計画」を監督。
終盤、ラプトルによるインドミナスの討伐作戦が失敗したため、ウーに密告して研究棟で証拠隠滅を図り逃走を図っていた。そこに避難してきたオーウェンらにインドミナスの兵器としての利用価値を告げていたところをデルタに詰め寄られ、オーウェンの様になだめようとするも伸ばした腕に噛み付かれ惨殺された。その際、デルタに対して「Easy, boy (落ち着け、ボーイ)」と呼びかけており、ラプトル達が雌であることすらも、理解していなかった。
ヘンリー・ウー
演 - B・D・ウォン
一作目にも登場していた「ジュラシック・パーク」の元遺伝子学者。
ジュラシック・パーク事件の後の1年後、イスラ・ヌブラル島の恐竜が、どの様に繁殖しているか確認する為、インジェン社のチームと一緒にイスラ・ヌブラル島に同行。その後、様々な種を組み合わせる事で新しい種を造る事が出来ると主張した。サイモン・マスラニはその主張に興味を持ち、マスラニの署名で『The Next Step :An Evolution of God ’s Concepts』という本を出版した。
『2』の事件のインジェン社の財政危機の中、絶滅した植物のサンプルを使用して、様々な種を組み合わせた新種の植物カラコシス・ウータニス（Karacosis wutansis、ウー・フラワー）を造り、サイモンを含め世界中から注目を集めた。これがマスラニによるインジェン社買収の契機となり、インジェン社を傘下にした後の2000年、マスラニは彼を昇進させ、「ジュラシック・ワールド」の建設におけるマスラニ・グローバル社（マスラニ社）の重要な遺伝子学者として活躍させることとなった。2014年11月にインジェン社がシベリアに新しく造った「マーテル」と呼ばれる研究所に彼は勤めた。「マーテル」の計画は、永久凍土から発掘された更新世の有機材料を抽出し、「ジュラシック・ワールド」の為、新生代の動物ウーリーマンモスなどを造る事を目的にしており、彼は「マーテル」での研究における中心人物であった。
ワールドの新しい目玉となるインドミナス・レックスを誕生させたが、その過程で数々の生物の遺伝子を独断で組み合わせたことにより惨劇の一因を喚ぶ。
裏ではホスキンスと繋がっており、パークの混乱の中ヘリで脱出した。
ライアン・クレスト博士
演 - ブレント・カペル（ノンクレジット）
インドミナスの作成に関わっていたヘンリー・ウーのハモンド・クリエイション・ラボに勤める遺伝子学者の1人。インドミナスが逃げ出し暴れた時は他の科学者と共に避難した。
インジェン社の契約者
演 - マイケル・パパジョン
インジェン警備課のリーダーで、傭兵として部下とともに事件が起きたイスラ・ヌブラル島のパークに派遣された。作戦失敗後、ヘンリー・ウーをヘリに乗せてイスラ・ヌブラル島から去った。

### その他
カレン・ミッチェル
演 - ジュディ・グリア
ザックとグレイの母親でクレアの姉。夫のスコットとは一見仲が良さげに見えるが、実は離婚調停中。
スコット・ミッチェル
演 - アンディ・バックリー
ザックとグレイの父親。
ハル（ハロルド）・オスタリー
演 - ジェームズ・デュモン
ベライゾン社の副社長で、「ジュラシック・ワールド」のパークの投資家。ベライゾン社のジム・ドラッカー（演 - マット・バーク）とエリカ・ブランド（演 - アンナ・タラクコッテル）を連れてパークのアトラクションへ投資する為にやって来た。
ジャスティン・ヘンドリックス
クレアの前日譚である小説『The Evolution of Claire』の登場人物。
科学に興味があるビジネス専攻の大学生。開園前の「ジュラシック・ワールド」でインターンを受けるため、イスラ・ヌブラル島に行く際、同じくインターンのためやって来たクレアと飛行機で出会う。その後、インターン参加者たちがフェリーに乗り換えてイスラ・ヌブラル島に向かう際、クレアと再会。ジャイロスフィアのテスト走行で彼と同乗したクレアは、彼に好意を抱くようになった。
イスラ・ソルナ島から開園前の「ジュラシック・ワールド」に新しいヴェロキラプトルを出荷する際、ヴェロキラプトルがパドックにある木から壁を飛び越える事態が発生。その際、作業にあたっていたジャスティンとクレアが逃げ遅れ、クレアを逃がすために自分を犠牲にし、ヴェロキラプトルの攻撃による怪我で亡くなった。

## キャスト
| 役名                           | 俳優                             | 日本語吹き替え                                            | 日本語吹き替え                                 | 日本語吹き替え                           | 日本語吹き替え                                            |
| 役名                           | 俳優                             | 劇場公開版                                                | 日本テレビ版                                   | ザ・シネマ版                             | フジテレビ版                                              |
| ------------------------------ | -------------------------------- | --------------------------------------------------------- | ---------------------------------------------- | ---------------------------------------- | --------------------------------------------------------- |
| オーウェン                     | クリス・プラット                 | 玉木宏                                                    | 山本耕史                                       | 山寺宏一                                 | 玉木宏                                                    |
| クレア                         | ブライス・ダラス・ハワード       | 木村佳乃                                                  | 仲間由紀恵                                     | 園崎未恵                                 | 園崎未恵                                                  |
| マスラニ                       | イルファン・カーン               | 大塚芳忠                                                  | 江原正士                                       | 落合弘治                                 | 大塚芳忠                                                  |
| ホスキンス                     | ヴィンセント・ドノフリオ         | 石塚運昇                                                  | 玄田哲章                                       | 田中美央                                 | 石塚運昇                                                  |
| グレイ                         | タイ・シンプキンス               | 松岡茉優                                                  | 村瀬歩                                         | 榊原優希                                 | 松岡茉優                                                  |
| ザック                         | ニック・ロビンソン               | 内山昂輝                                                  | 上村祐翔                                       | 戸谷菊之介                               | 内山昂輝                                                  |
| ロウリー                       | ジェイク・ジョンソン             | 小川剛生                                                  | 岩田光央                                       | 関智一                                   | 小川剛生                                                  |
| バリー                         | オマール・シー                   | 安元洋貴                                                  | 星野貴紀                                       | 増元拓也                                 | 安元洋貴                                                  |
| ヘンリー・ウー                 | B・D・ウォン                     | 近藤浩徳                                                  | 堀内賢雄                                       | 加瀬康之                                 | 近藤浩徳                                                  |
| カレン                         | ジュディ・グリア                 | 魏涼子                                                    | 田中敦子                                       | 小島幸子                                 | 魏涼子                                                    |
| ヴィヴィアン                   | ローレン・ラプカス               | たかはし智秋                                              | 栗田エリナ                                     | 村中知                                   | たかはし智秋                                              |
| ハマダ                         | ブライアン・ティー               | 野沢聡                                                    | 坂詰貴之                                       | 木内太郎                                 | 野沢聡                                                    |
| ザラ                           | ケイティ・マクグラス             | 川庄美雪                                                  | 土井真理                                       | 内海安希子                               | 川庄美雪                                                  |
| スコット                       | アンディ・バックリー             | 根本泰彦                                                  | 志村知幸                                       | 上田燿司                                 | 根本泰彦                                                  |
| パドックの監視員               | エリック・エデルシュタイン       | かぬか光明                                                | あべそういち                                   | いとうさとる                             | かぬか光明                                                |
| モサ・ガイド                   | コートニー・ジェームズ・クラーク | 小林未沙                                                  | 木村珠莉                                       | 司薫                                     | 小林未沙                                                  |
| 若いラプトルの飼育係           | コルビー・ブースマン             | 森宮隆                                                    |                                                |                                          | 森宮隆                                                    |
| ジミー・ファロン               | ジミー・ファロン                 | 藤森慎吾                                                  | 田中直樹                                       | 越後屋コースケ                           | 藤森慎吾                                                  |
| ハル                           | ジェームズ・デュモン             | 麦人                                                      | 白熊寛嗣                                       | 和田録朗                                 | 麦人                                                      |
| ジム                           | マット・バーク                   | 関雄                                                      | 益山武明                                       | 中村和正                                 | 関雄                                                      |
| エリカ                         | アンナ・タラッコトゥール         | 台詞なし                                                  | 台詞なし                                       | 台詞なし                                 | 台詞なし                                                  |
| インジェン社の下請け業者       | マイケル・パパジョン             | 佐瀬弘幸                                                  | 志賀麻登佳                                     |                                          | 佐瀬弘幸                                                  |
| ジャイロスフィアのオペレーター | マーティ・カルバロプリー         | 中田敦彦                                                  | 永野                                           |                                          | 中田敦彦                                                  |
| パークの警備隊員               | ウィリアム・ゲイリー・スミス     |                                                           |                                                |                                          |                                                           |
| ザックのガールフレンド         | ケリー・ワシントン               | 下山田綾華                                                | 田中美海                                       | 内田秀                                   | 下山田綾華                                                |
| 管理棟の警備員                 | アイザック・キーズ               | 綿貫竜之介                                                |                                                | 山下タイキ                               | 綿貫竜之介                                                |
| ガナー（ACUの男）              | ケヴィン・フォスター             | 野坂尚也                                                  |                                                |                                          | 野坂尚也                                                  |
| 無線の声                       | N/A                              | 椙本滋                                                    | 北田理道                                       |                                          | 椙本滋                                                    |
| 男性アナウンス                 | N/A                              | 清水秀光                                                  | 森圭介                                         |                                          | 清水秀光                                                  |
| 女性アナウンス                 | ボニー・ワイルド                 | 竹内夕己美                                                | 水卜麻美                                       | 夕城千佳                                 | 竹内夕己美                                                |
| ミスター・DNAの声              | コリン・トレヴォロウ             | 江原正士                                                  | 高戸靖広                                       | 加瀬康之                                 | 江原正士                                                  |
| その他                         | N/A                              | やまむらいさと 大林洋平 森千晃 竹内絢子 三木美 鬼山亜紀子 | 藤原夏海 辻井健吾 長谷川敦央 阿部竜一 真木駿一 | 降旗雄司 新福桜 西垣俊作 宮島岳史 森下人 | やまむらいさと 大林洋平 森千晃 竹内絢子 三木美 鬼山亜紀子 |

- 劇場公開版：各映像ソフトに収録・配信にも使用。
- 日本テレビ版：初回放送2017年8月4日『金曜ロードSHOW!』※本編ノーカット[17][18]
  - 2018年以降の放送では、劇場公開版吹き替えを使用している。
- ザ・シネマ版：初回放送2025年2月23日[14][9]
- フジテレビ版：初回放送2025年5月3日『土曜プレミアム』[11]
  - 劇場公開版からクレア役の木村のみザ・シネマ版の園崎の音声に差し替えたもの[19]。木村が裏番組に出演する処置とされる[20]。

## スタッフ
- 監督：コリン・トレヴォロウ
- 脚本：リック・ジャッファ、アマンダ・シルヴァー、デレク・コノリー（英語版）、コリン・トレヴォロウ
- 製作：フランク・マーシャル、パトリック・クロウリー
- 製作総指揮：スティーヴン・スピルバーグ、トーマス・タル
- キャラクター原案：マイケル・クライトン
- 視覚効果・アニメーション：インダストリアル・ライト&マジック、ルーカスフィルム
- アニマトロニクス：レガシー・エフェクツ
- 撮影：ジョン・シュワルツマン
- プロダクション・デザイナー：エド・ヴェロー
- 編集：ケビン・スティット
- テーマ作曲：ジョン・ウィリアムズ
- 音楽：マイケル・ジアッキーノ
- 恐竜アドバイザー：フィル・ティペット
- 古生物学アドバイザー：ジャック・ホーナー

### 日本語版
- 字幕翻訳：戸田奈津子

| 吹き替え       | 劇場公開版                                      | 日本テレビ版         | ザ・シネマ版 | フジテレビ版                                    |
| -------------- | ----------------------------------------------- | -------------------- | ------------ | ----------------------------------------------- |
| 演出           | 簑浦良平                                        | 木村絵理子           | 日向泰祐     | 簑浦良平                                        |
| 翻訳           | 平田勝茂                                        | 平田勝茂             | 平田勝茂     | 平田勝茂                                        |
| 調整           | 兼子芳博 金谷和美                               | 三谷佳奈美           |              | 兼子芳博                                        |
| 録音           | スタジオ・ユニ スタジオT&T サウンドインスタジオ | オムニバス・ジャパン |              | サウンドインスタジオ スタジオT&T スタジオ・ユニ |
| ダビング       | 東京テレビセンター                              | オムニバス・ジャパン |              | 東京テレビセンター                              |
| 制作進行       | 高橋正浩 海老原千叶 桂翔夢                      | 林隆司 山本悌嗣      |              | 高橋正浩 海老原千叶 桂翔夢                      |
| プロデューサー | 西埜公一朗 渡辺英幸 三樹祐太                    | 稲毛弘之 谷生俊治    | 井伊直子     | 西埜公一朗 渡辺英幸 三樹祐太                    |
| 制作統括       |                                                 | 北條伸樹             |              |                                                 |
| 配給           | 東宝東和                                        | NBC UNIVERSAL        |              |                                                 |
| 制作           | ニュージャパンフィルム                          | 東北新社             | 東北新社     | ニュージャパンフィルム                          |
| 制作           | 東宝東和                                        | 日本テレビ           | ザ・シネマ   | フジテレビ                                      |

- 協同提供（劇場公開時）：電通、フジテレビジョン

## 登場する恐竜・古生物
以下のリストには劇中に登場した恐竜・翼竜・海棲爬虫類だけでなく、映画で使われるとされている公開された「ジュラシック・ワールド」のガイドマップのパンフレットに表示されている動物一覧に存在のみが確認できる恐竜も含めている。小説によるとワールドの恐竜は体内にインプラントによりGPSを埋め込まれており、ジャイロスフィアや立ち入り禁止地域に入り込んだ場合は気分を害するようになっている。ただし、特別飼育されていたヴェロキラプトルや、第1作目と同一種のティラノサウルスなどの一部の恐竜にはインプラント処理が行われていない為、パーク内で自由に行動が可能である。また続編『ジュラシック・ワールド/炎の王国』の恐竜保護グループ「Dinosaur Protection Group」によるとイスラ・ソルナ島の恐竜の多くは残っていないとされ、残りの生き残りは「ジュラシック・ワールド」建設する前にマスラニがパークに収容する為に、イスラ・ヌブラル島に運び出されたとされている。クレアの前篇小説『The Evolution of Claire』によると「ジュラシック・ワールド」開園の9ヶ月前までパークの生息地に組み込まれた草食動物はイスラ・ソルナ島から運ばれたアンキロサウルス、ブラキオサウルス、ガリミムス、パラサウロロフス、トリケラトプスだけだった。 肉食恐竜はティラノサウルスとディロフォサウルスだけで、約1ヶ月後にイスラ・ソルナ島からヴェロキラプトルが導入された。

### 劇中に登場する恐竜・古生物

#### 肉食恐竜
- ティラノサウルス・レックス Tyrannosaurus rex

ジュラシックワールドを代表する、最も有名な大型肉食恐竜。巨大な頭、強力な顎、凶暴な性格と、小さな手が特徴。
1作目に登場した雌と同一個体であり、首には1作目終盤のヴェロキラプトルとの戦いで付けられた傷跡が残っている。
1988年生まれで、ジュラシック・ワールド建設に前後してホスキンス率いる部隊に麻酔銃で捕獲され、20年間以上生きた長寿のティラノサウルスとして、「ティラノサウルス・レックス・キングダム」にてパークの目玉として飼育されていた。本作の序盤では、「ティラノサウルスがヤギを食べるショー」が一つのアトラクションとして公開展示をした。好物は山羊肉。人間（と人肉）があまり好きではない。
終盤でクレアは「歯の数が多いほど強い」と悟り、彼女よりインドミナスに対する切り札として解き放たれ、ブルーと共にインドミナスと死闘を繰り広げる。知能に勝り強大な前脚を持つインドミナスに劣勢を強いられ一時絶体絶命となるが、ブルーの加勢により体勢を立て直して反撃。長年の経験を駆使してインドミナスに猛攻を仕掛け湖の側へと追い詰めた。モササウルスによってインドミナスが倒された後は目の前に居たブルーに視線を送り、襲うことなく去って行った。島が無人となった後はヘリポートで廃墟と化したパークを見渡しながら、再び自由を取り戻した事への歓喜と、憎き人間たちに二度とこの地に近づくなという警告を込めて雄叫びを上げていた。
フィル・ティペットが最初に描いた1作目の映画版の絵コンテの段階では「ロベルタ（Roberta）」と名付けていた。公式サイト及び公式ブックによると歯の数は50〜60本。
- ヴェロキラプトル Velociraptor

本作では獰猛ゆえに一般公開はされておらず、人間を信頼するようオーウェンらの訓練を受けている小型肉食恐竜。
ヴェロキラプトルの行動を研究していたオーウェンによって長女「ブルー」、次女「デルタ」、三女「エコー」、四女「チャーリー」と名付けられた4姉妹が登場する。これらはブルー以外、アルファベットのNATOフォネティックコードと、群れを形成し順位制を有する動物の個体序列の生態学での呼び方をダブルミーニングさせたものである。
遺伝子操作と戦闘訓練により以前の個体よりも戦闘能力が高く、加えて過去作同様に高い知能を持ち、訓練者であるオーウェンの指示を聞き分けることができる。孵化した頃からオーウェンに育てられたため、オーウェンにとっては実の娘同然の存在である。脱走したインドミナスに対抗するため、オーウェンと共に討伐作戦に赴く。名前の由来は英単語のB、C、D、Eから。オーウェンはA（アルファ）に当たる。実際のアルファベットの並びとは異なり、B、D、E、Cとなっている。ノベライズでは役割と最期がそれぞれ異なる。
マスラニ・グローバル社のオフィシャルサイトによると2012年から始まったヴェロキラプトルの知能を研究するIBRIS（Integrated Behavioral Raptor Intelligence Study）計画の為に産み出された。当初は「V-2」と呼ばれるヴェロキラプトルも誕生し、最初は五姉妹のヴェロキラプトルだったが、V-2は攻撃的で危険だった為、安楽死処分とされた。2013年には他にもこの計画で多くのヴェロキラプトルを産み出されたが様々な原因で死んだ。
なお、シリーズの他作品同様、映画に登場するヴェロキラプトルのモデルとなっているのは、デイノニクスなど、より大型の近縁種であるとされている。
ブルー
ヴェロキラプトル四姉妹の長女でリーダー。オーウェン率いるラプトル隊ではサブリーダーのベータにナンバリングされる。妹達の名前は個体順位の頭文字をNATOフォネティックコードに置き換えたものであるため、本来彼女の名前はブラボーとなるはずであるが、例外的に体色に着目した「ブルー」となっている。
ノドグロオオトカゲとナイルオオトカゲのDNAを組み込まれて誕生したため、体には美しい青銀色の模様がある。
リーダーのアルファであるオーウェンはブルーに序列を覚えさせる為、餌を与える時は彼女には最後に与えるようにしている。また、餌そのものも、妹たちの場合は肉の切り身だが、ブルーだけはラットをまるごと与えられている。オーウェンに対する信頼と愛情はラプトルの中で最も強い。特殊な遺伝子操作により誕生した為、シリーズ史上最強のラプトルであり、インドミナスとの戦いではティラノサウルスとインドミナスの体を駆け登りながら戦い、その能力の高さを見せている。
劇中では最後まで生存し、インドミナスとの戦いの後、オーウェンに名残惜しそうな一瞥をくれティラノサウルスとは逆の方向へと去って行った。前述のとおり餌を与えられる順番は四番目。また、イノベーションセンターにあるホログラフィック映像のヴェロキラプトルは、ブルーの特徴とされる目尻から続く太く長い模様という事から、ブルーが表示されている。
デルタ
四姉妹の次女でサブリーダー。チャーリーと同様に緑に近い体色をしており、リーダーで長女のブルーには従順。爬虫類の遺伝子を組み込まれている他の姉妹と違い、鳥の遺伝子を多く受け継いでいる。
馴れていない人間に触れられることを嫌がり、ホスキンスに頭を撫でられた際には露骨に不快感を示していた。インドミナス脱走騒動の最中にインドミナスに操られ、オーウェンたちを追って研究棟に侵入し、そこで自分に待てをして制止しようとするホスキンスを殺害した。
オーウェンに説得されて再びインドミナスに立ち向かうが、レストランのグリルの上に落とされバーナーが誤作動し焼死した。
ノベライズ版ではロケットランチャーで爆殺される。餌を与えられる順番は三番目。
エコー
四姉妹の三女でオレンジ色かまたは赤色に近い体色で体にはチャーリーと同様の黒い縞模様がある。過去にブルーとリーダーの座を巡って戦い敗れ、その時の傷が右側の鼻先にあり、目立たないが体にはそれ以外にも傷がある。飼育員からは「エルビス」の愛称でも呼ばれている。ノベライズではデルタと役割が逆でホスキンスを噛み殺している。
ラプトル姉妹の中では唯一、映画とノベライズでの最後が同じでインドミナスとの最終決戦時、デルタが殺されたことによりコンビネーションのバランスが崩れ、インドミナスに噛み殺され投げ飛ばされる。餌を与えられる順番は二番目。
チャーリー
四姉妹の四女で末っ子。オーウェンは彼女が誕生してから姉妹たちの訓練を開始した。グリーンイグアナの遺伝子を持つ為、緑色の体色をしており黒い縞模様がある。また瞳孔も他の姉妹とは異なり円形の形をしている。
戦闘訓練で食料を得た際には真っ先にブルーに献上するなど、ブルーへの信頼と忠誠心は姉妹の中で最も強い。
インドミナスに操られ人間を襲撃している最中オーウェンと対面し襲うのを躊躇い、直後に背後からインジェン社兵士のロケットランチャーの直撃を受けて爆死する。チャーリーを殺害したインジェン社兵士は敵討ちに燃えるブルーに追跡されるが、すんでの所でバリーの残したバギーで逃走されてしまった。頭部に装着したカメラモニターごと爆死した為、コントロールルームのチャーリーのカメラモニターの画面のみがブラックアウトしていた。
ノベライズではインドミナスにレストランのフライヤーに投げ込まれ油に火花が引火しフライヤーごと爆死する。オーウェンに餌を与えられる順番は一番目。
- インドミナス・レックス Indominus Rex

本作に登場する架空の、多彩な戦闘能力を持つ大型肉食恐竜。製作段階ではディアボルス・レックス（Diabolus Rex）とも示されていた。「インドミナス」はラテン語で「獰猛不屈・制御不能」を意味する。
ティラノサウルスのDNAをベースに、ヴェロキラプトル・アベリサウルス・カルノタウルス・マジュンガサウルス・ルゴプス・ギガノトサウルス・テリジノサウルス等のDNAを加えて遺伝子組み換えによって誕生させたキメラ恐竜。コウイカやアマガエル等の現存種の遺伝子も取り込まれている。また、ティラノサウルスの遺伝子をベースとしている為、雌のほうが大型である。ただ、その頭部容姿はティラノサウルスよりも、むしろギガノトサウルスのそれを彷彿とさせる厚みの比較的薄いものとなっている。
有事の際の予備として2匹の姉妹が孵化していたが、共食いで妹が姉に食い殺され、作中には姉である雌一頭のみが登場する。
特徴
- ティラノサウルスを上回る巨体になるようデザインされており、現時点でも全長12mで完全体では無いが、完全に成長すれば15m以上に達すると言われている。
- 成長促進のために取り込まれたコウイカのDNAによりカメレオンの様に体色を変える事が出来るカモフラージュ能力を獲得している。この特徴は、小説版『ロスト・ワールド -ジュラシック・パーク2-』に登場したカルノタウルスに影響を受けたとも言われている。
- 熱帯での発熱調節のために取り込まれたアマガエルのDNAにより赤外線放射抑制能力をもち、この能力で檻内不在を装い赤外線センサーを潜り抜けた。
- テリジノサウルスのDNAによる、非常に大きく、50口径の弾丸を防ぐガラスを一撃で突き破るほどの力を誇る前肢と爪をもつ。4本指で第一指と他の指が向かい合う構造であるため、対象を掴むことが可能。
- 747型飛行機の離着陸時の音量に相当する、140 - 160デシベルにもなる雄叫び。
- 檻の中でも最高時速48kmで走行可能。
- 驚異的な持久力も持ち合わせ、作中では立て続けの逃走、捕獲チームやアンキロサウルスとの戦闘、翼竜ドームの破壊などによって体力を消耗していながら、デルタとエコーを殺害し、ティラノサウルスをも一時的とはいえ戦闘不能寸前まで追い詰めた。モササウルスに襲われる直前も立ち上がって咆哮をあげる力をまだ残していた。
- アベリサウルスのDNAにより、皮膚が頑強な皮骨板で覆われており、ライフルの弾丸やアンキロサウルスの尾の棍棒による打撃を受けてもほとんどダメージを受けない防御力を持つ。また眼窩の上には2本の角が生えており、前肢や首には羽毛らしきものも確認されている。
- ヴェロキラプトルのDNAにより、高い知能を持つ。施設の壁にフェイクの爪跡を刻み、体温調節とカモフラージュ能力を使って脱走したと見せかけて人間をおびき寄せたり、生まれた時に埋め込まれた追跡装置の位置を正確に記憶して体内から取り除き、更にそれすらも囮として利用する。また前脚を“手”として使うことができ、獲物となる人間に噛みつかず掴み取ったり、隠れ潜んだシェルター奥に腕を伸ばして捕らえようとしたりするなど、ここにも知能の高さが現れている。
- 他の恐竜を楽しんで殺す残忍性を持ち、ヴェロキラプトルのDNAにより備わるコミュニケーション能力で群れを服従させ味方に引き込む狡猾さも併せ持つ。
- 歯の本数はマスラニCEOの意向を汲んで意図的に増やされており、74本。キメラによる外観上の弊害として、歯並びがいびつである。

#### 草食恐竜
- アパトサウルス Apatosaurus

パーク展示範囲内の最大の巨体を誇る恐竜。草食性。
脱走したインドミナスに襲われた際、巨体ゆえに逃げ遅れ、群れごと虐殺される。唯一生き残った1頭も致命傷を負い、ザックとグレイの救出にやって来たオーウェンとクレアに看取られながら息を引き取った。
なお、このシーンのアパトサウルスの頭部はアニマトロニクスで再現されている。
- アンキロサウルス Ankylosaurus

中型の草食恐竜。「生きた装甲車」とも呼ばれる鎧竜。他の草食恐竜とは異なりジュラシックワールド来園者への展示、観覧対象とはされておらず、園外のジャングルの中に4頭が棲息している。
防衛力が高いが、肉食動物からの襲撃に対しては逃げる事を最優先とする性質を持つ。今作では逃げ遅れた1頭が、堂々と肉食恐竜であるインドミナスを相手に交戦した。武器である尻尾の棍棒で攻撃したり、全身の棘で身を守るなどしたがインドミナスには通じず、仰向けにひっくり返され、頭部に噛みつかれ、そのまま棘が無い首をへし折られてしまった。
- パキケファロサウルス Pachycephalosaurus

小型の草食恐竜。「パキケ・アリーナ」にて飼育されている。
劇中では施設から逃げ出した1頭が麻酔で眠らされた映像が監視カメラに登場する。
- パラサウロロフス Parasaurolophus

中型の草食恐竜。頭頂から後方へ伸びる鶏冠が特徴的。
- ステゴサウルス Stegosaurus

中型の草食恐竜。最大級の剣竜。
- トリケラトプス Triceratops

中型の草食恐竜。最大級の角竜。

#### 雑食恐竜
- ガリミムス Gallimimus
小型の雑食恐竜。「ガリミムス・バレー」にて群れで飼育されている。

#### 古代爬虫類
- モササウルス Mosasaurus

今作で初めて登場する巨大な肉食海棲爬虫類。歯の本数は88本。
パーク内で飼育されている肉食動物としては最大の大きさを誇り、歴代シリーズにおいても最大の肉食動物である。学術的な分類上は恐竜とは全く異なり、トカゲの仲間が海中生活に適応進化したグループに属する。
湖エリアではイルカショーのように餌のホホジロザメに喰らい付くアトラクションが催されている。複数飼育され一番大型の雌の個体は、飼育員によると性格はシャイで恥ずかしがり屋とのことで、餌を与えられる時以外は水中から出てこない。体内のインプラントの効果もあり、餌やりの際に観客に襲いかかるということはなく、またある程度人間には懐いている。
ザラ・ヤングとそれを襲うプテラノドンを諸共喰らい、終盤ではティラノサウルス、ブルー、インドミナスの戦いの最中に湖から飛び出し、インドミナスの首に喰らい付き水中に引きずり込んで絶命させ、ブルー達の勝利に間接的に手を貸す形となった。
- プテラノドン Pteranodon

大型の翼竜。しかしIIIの時とは大きな違いがあり、体は小さくなって、口が棘のように鋭く、相手を刺し殺すことができる。
インドミナスによって多くの個体が脱走し、パーク内に取り残された観光客を襲撃する。
本作ではカツオドリなどの海鳥のように潜水して獲物を狩る姿が描かれている。
- ディモルフォドン Dimorphodon

プテラノドン以外では初となる小型翼竜。プテラノドンのような巨体を持たないが、インドミナスによって多くの個体が脱走し、パーク内に取り残された観光客を襲撃する。

### 劇中未登場の恐竜
以下の恐竜たちは劇中には登場しないものの、ジュラシック・ワールドで飼育されているなどの設定となっている。
- バリオニクス Baryonyx
- エドモントサウルス Edmontosaurus
- メトリアカントサウルス Metriacanthosaurus
- ミクロケラトゥス Microceratus
- スコミムス Suchomimus
- ディロフォサウルス Dilophosaurus
エリマキトカゲに似たフリルと特徴的な頭部を持つ肉食恐竜。
パークの公式に含まれないかつてのパークで造られた恐竜だが、イノベーションセンターにあるホログラフィック映像の恐竜リストの一つとして含まれている。威嚇する様子の立体映像映像が映し出された事で、デルタの足止めに利用された。なお、ジュラシック・ワールドのレゴブロックにも登場しており、ジャイロスフィアに乗ったグレイがパークで道に迷い、ディロフォサウルスに追い掛けられ、Asset Containment Unit（ACU）が乗る4WDに救出されるというコンセプト内容が付けられて発売された。
- スピノサウルス Spinosaurus
パークの公式に含まれない恐竜で、パークのメインストリートに標本骨格が展示されているのみ。また、イノベーションセンターにあるホログラフィック映像の恐竜リストの中の一つとしても表示されている。
- 5頭目のヴェロキラプトル
マスラニ・グローバル社のオフィシャルサイトにて明らかになった、インジェン社のセキュリティ部門の監守の下、行っていた「ブルー」、「デルタ」、「エコー」、「チャーリー」と共にIBRIS計画の為に産み出された5頭目のヴェロキラプトル。愛称となる名前は付けられておらず、「ブルー」の次の2番目に誕生した為、単に「Subject V-2（V-2）」と呼ばれている。攻撃的で予測出来ない非常に危険な性格だった為、IBRIS計画の間に安楽死の処分にされた（次作「炎の王国」のビデオ映像から幼少期に殺処分されている事がうかがえる）。ブルーにも多少類似し、映画1作目に登場したヴェロキラプトルと似た外見をしており、茶色の体色をしている[28]。
- ステゴケラトプス Stegoceratops
映画でハモンド・クリエイション・ラボにあるヘンリー・ウーの秘密の研究部屋にあるコンピュータモニター画面上のみ示された遺伝子組み換えの架空の恐竜[29]。インドミナス・レックスと他の名前無しの架空恐竜と共に誕生させる予定であったとされる、ステゴサウルスとトリケラトプスのDNAを加えたキメラ恐竜で、設定ではカブトムシとヘビの現存種の遺伝子も取り込まれていると言う。見た目はトリケラトプスに似ているが、背中や尾にステゴサウルスの特徴である棘などがある。コリン・トレヴォロウ監督は映画を製作する前に、ステゴケラトプスも登場させようとステゴケラトプスのコンセプトアートも制作し、オーウェンとクレアがジャングルでインドミナス・レックスとは別のハイブリッド恐竜と出会う構図も考えていたと言う[30]。結局、映画に登場しなかったが、ハズブロから発売されたジュラシック・ワールドのおもちゃのアクションフィギュアとモバイルゲームの「ジュラシック・ワールド ザ ゲーム」にステゴケラトプスが登場している。
- 未確認の架空の恐竜
映画でハモンド・クリエイション・ラボにあるヘンリー・ウーの秘密の研究部屋にあるコンピュータモニター画面上のみ示された、名前不明の謎の遺伝子組み換えの架空の恐竜[31]。パキケファロサウルス、獣脚類、コウイカ、アマガエル他、不明の生物などのDNAを加えたキメラ恐竜で、外見はパキケファロサウルスに似ているが、甲虫類の特徴もあり、ハエ目の様な足があり、ティラノサウルス科の様に2本の指がある姿だった。
- ハイブリッドのテリジノサウルス
映画でハモンド・クリエイション・ラボにあるヘンリー・ウーの秘密の研究部屋にあるコンピュータモニター画面上のみ示された、遺伝子組み換えの架空の恐竜[32]。長い爪を持つテリジノサウルスと未知の生物のDNAを加えたキメラ恐竜であったとされる。

また、管理されていない未開の立ち入り禁止エリアには、かつての旧「ジュラシック・パーク」で造られた一部の恐竜が生きており、野生化しているとされている。ちなみにゲーム『レゴ ジュラシック・ワールド』では、廃墟の旧ビジターセンターにコンプソグナトゥスが住み着いていた。
さらにイスラ・ヌブラル島にはこれらの造られた恐竜とは別に夜行性の哺乳類ヌブラルマエガミジカ（Nublar Tufted Deer、Elaphodus cephalophus nublarus）と言う元々島に生息していた在来種のマエガミジカやカッショクペリカンも休憩所として島に立ち寄る。これらの島の在来種の保護でマスラニ社はコスタリカの環境保護協会と2005年に調印されている。

## 舞台となった島
舞台となった島は1作目と同じ、イスラ・ヌブラル島という架空の島である。1997年の『2』のサンディエゴ事件の後、マスラニ社のCFOサイモン・マスラニがインジェン社を買収したため、新たにマスラニ・グローバル社（マスラニ社）が島を所有する。
なお、サンディエゴ事件の後、アメリカ下院でジーンガード法（Gene Guard Act）と言う恐竜の保護と他の種の恐竜のクローニングと消滅を禁止する法案が可決されたが、マスラニ傘下のインジェンの一部の遺伝子学者のメンバーがイスラ・ソルナ島にある研究所に派遣され、秘密裏で違法なクローニング技術でインジェンのリストに載っていない幾つかの別の新しい恐竜を造っていたとされ、問題視された。その事に関してマスラニは恐竜のテーマパークをイスラ・ヌブラル島に造る目的で新しい恐竜造りの技術の為に、規制緩和を求め、2003年にジーンガード法（Gene Guard Act）は廃止された。そしてマスラニ・グローバル社が再び島で新たに恐竜のテーマパーク「ジュラシック・ワールド」を作る為、子会社のアクシス・ボルダー・エンジニアリング社（Axis Boulder Engineering）とチマック・コンストラクション社（Timack Construction）を雇いパーク建設を行った。マスラニはパーク建設の為に建設材料として12億ドルを費やしたとされている。
『ジュラシック・パーク』の小説の原作版では島の中心にある広大な人造湖があるとされているものの、作中では描写しなかったが、映画本作では、「ジュラシック・ワールド・ラグーン（イスラ・ヌブラル・ラグーン）」という名前の湖で登場し、湖に面して「ジュラシック・ワールド」のビジターセンターなどの観光施設が作られる。「ジュラシック・ワールド」のビジターセンターには創設者ジョン・ハモンドへの敬意を払って、彼の銅像が設置されている。
「ジュラシック・ワールド」のパークは「ジュラシック・パーク」と違い、2015年6月に開園し、開園1か月目で9万8120人の訪問客が訪れたとされている、年間1000万人の観光客が訪れるパークとなっている。当初は来園者がそれ以降、なかなか増えず利益も苦労していたが、さらなる訪問客を増やすため、様々な新型アトラクションを行い、訪問客は増えて行った。島の中心の人造湖「ジュラシック・ワールド・ラグーン（イスラ・ヌブラル・ラグーン）」に面したビジターセンターを中心に島の最南端まで、パークが新たに作られており、生物学的な要素の維持、サファリ、動物園とテーマパークからなる、シーランド風のリゾート地の様な要素があるパークとなっている。島への交通ではヘリポートや港施設などがあり、ヘリコプターやフェリーボートで島に行ける様になっている。ビジターセンターを中心にモノレール駅、恐竜を造る為の創造ラボ、植物園、サムスンイノベーションセンター、ヒルトンホテルやレストランやゴルフコースなどの施設がある観光客領域。パーク内での乗り物やアトラクションによる観光では、T・レックス・キングダム、鳥小屋、白亜紀クルーズ、ラグーンに面した水中観測所などの施設がある。恐竜ショーではトリケラトプステリトリーとパキケアリーナと、ラグーンで行われるモササウルスの餌やりショーなどが行われ、パーク内には18種の恐竜がいる。他インドミナス・レックスという新種の恐竜を飼育する為の檻がある。
島の北部の方には活火山であるシボ山（Mount Sibo）があり、パークの約65%は火山による地熱エネルギーを利用した電力供給量を行っている。火山のシボ山はゲームの『Jurassic Park: The Game』でも示されており、映画本作用の「ジュラシック・ワールド」のガイドマップに載っているイスラ・ヌブラル島の地図でも火山がある事が示されている。他の島北部及び島西部の一部には「ジュラシック・パーク」の放置されたままのビジターセンターなどの施設が今も残っているが開発されていない。
また、イスラ・ヌブラル島は千年以上前の古代からツーンシ（Tun-Si、水の男）とも呼ばれる、先住民のブリブリ族系のインディオ部族が1980年代まで島に定住しており、マスラニ社はかつて島に住んでいたブリブリ族の歴史と文化に貢献する事を希望しており、一部のツーンシ族の人がマスラニ社の下で島の北部に戻ったともされている。なお、ゲーム『Jurassic Park: The Game』でも島にかつてインディオが定住していた事が言及されている。

## 登場する施設及びメカニック
ジュラシック・ワールド
イスラ・ヌブラル島に新たに建設された恐竜のテーマパーク。宿泊施設、恐竜の科学施設も兼任している。インジェン社からインドの企業「マスラニ・グローバル社」が買い取り、顧客を喜ばすために新たな新種の恐竜を創造する。ワールドは既に開園しており、1日に2万人が来場する大人気のテーマパークとなっている。
ビジターセンター
島の中央にある「ジュラシック・ワールド・ラグーン（旧イスラ・ヌブラル・ラグーン）」と言う巨大な湖に面したパークの中心施設。
コントロール・ルーム
パーク内をセキュリティー面など異常がないかモニターで監視する建物。パーク内には監視カメラが幾つかあり、インジェン社のセキュリティ部門Asset Containment Unit（ACU）と連携している。またイスラ・ヌブラル島の天候などもモニターでサーモグラフィーを通して映る。
サムスン・イノベーション・センター
「ジュラシック・ワールド」のメイン・ストリートにある建物。ジョン・ハモンドの銅像があり、恐竜の歴史を扱った展示などがある。建物には恐竜を造る為のハモンド・クリエイション・ラボと言うガラス張りの実験室があり、訪問者の見学が出来るようになっており、これは旧「ジュラシック・パーク」の見学が出来る実験室に影響されたものである。一般公開されていない、ヘンリー・ウーの秘密の実験室もある。
フェリー・ランディング
イスラ・ヌブラル島の南端の西岸にある船乗り場。訪問者を乗せたフェリーが到着する。すぐ隣がモノレール駅になっている。
ヘリポート
ヒルトン・イスラ・ヌブラル・リゾート＆スパ
パークに来た訪問者が泊まる為の5つ星の高級リゾート施設。テニスコートやゴルフなどもある。
ティラノサウルス・レックス・キングダム
1作目に登場した雌のティラノサウルスが、20年間以上生きた長寿のティラノサウルスとしてパークの目玉として飼育されている。別名「9番パドック」
ラプター・リサーチ・アリーナー
サイモン・マスラニがヴェロキラプトルの知性を調査する為に、ヴェロキラプトルを収容する為に造られた施設。ブルー、デルタ、エコー、チャーリーの4羽のヴェロキラプトルが収容され、オーウェンが訓練していた。
IBRIS（Integrated Behavioral Raptor Intelligence Studyの略）計画
ヴェロキラプトルの知性を研究するため、2012年に開始された研究プログラム。インジェン社のセキュリティ部門幹部のヴィック・ホスキンスが監督を担当していた。後にラプター・リサーチ・アリーナーに収容する為に、ブルー、V-2、デルタ、エコー、チャーリーの5羽のヴェロキラプトルはこの計画の為に造られた。V-2と呼ばれたヴェロキラプトルは非常に危険だった為、計画段階の間に安楽死された。2013年に他にも多くのヴェロキラプトルが造られたが様々な原因で死に、最終的にはブルー、デルタ、エコー、チャーリーの4羽だけ生き残ることとなった。
鳥小屋
翼竜のプテラノドンとディモルフォドンがいる、ガラス張りのドーム。
ジェントル・ジャイアンツふれあい動物園
飼育されたトリケラトプスなど、草食恐竜の子供とふれあえる動物園。
パキケ・アリーナー
アクア・パーク
「ジュラシック・ワールド」のプール施設。
モササウルスの餌やりショーと水中観測所
「ジュラシック・ワールド・ラグーン」と言う巨大湖に面したモササウルスの餌やりショーの為の施設と水中観測所。モササウルスの餌やりショーを見る為の客席が常設されている。水中観測所ではガラス張りの水槽から水中を泳ぐモササウルスを見る事が出来る。
インドミナス・レックスのパドック
キメラ恐竜である「インドミナス・レックス」を隔離、飼育するパドック。当然ながら非公開で、内部はエリア別で分割管理されている。インドミナスが脱走する日、皮肉にも壁の強化工事の話が為されていた。
オーウェンの住処
オーウェンがイスラ・ヌブラル島で住処にしていた湖畔にあるバンガローの小屋とトレーラーハウス。
モノレール
施設内を移動するために使用される。入口には、かつてジュラシックパークと同じ形の門が制作されているが、文字の色は青色に変わっている。
ゴンドラ・リフト
訪問者の移動で使用される。
ボタニガル・ガーデン
イスラ・ヌブラル島の南西にある観光用の植物園。約2,000種にも及ぶジュラ紀を含む植物がある。この植物園にある植物は草食恐竜の餌として提供されている。
Galaxy S5
クレアが使用しているサムスン製のスマートフォン。
ギャラクシー・ギア
インジェン社のセキュリティ部門Asset Containment Unit（ACU）が身に着けているサムスン製のスマートウォッチ。
ジャイロスフィア
施設内の草食恐竜達の生活エリアを自由に探索できるアトラクション用につくられた透明球体の乗り物。自動操縦ではなく、観光客の好きなように操縦が出来る。最新鋭の技術を搭載しており、球体表面のガラスの絶対安全性を紹介するための映像が流されていたが、作中ではザックとグレイが搭乗し立ち入り禁止の森林エリアでインドミナスの襲撃を受けた際に無残に破壊されてしまう。
トライアンフ・スクランブラー
オーウェンが個人所有で、パークで乗り回していたオートバイ。
メルセデス・ベンツ
パークの従業員やインジェン社のセキュリティ部門が乗る車両としてGクラスやウニモグU4000、スプリンターといったSUV・トラック・バンが劇中に登場する。クレアはGLEクーペに乗っていた。
ピンツガウアー
シュタイア・ダイムラー・プフ社の6輪トラック。後部席に訪問者が乗れるように改造され、ガリミムス・バレーのツアーで使われた。
ユーロコプター EC 120 コリブリ
マスラニが「ジュラシック・ワールド」を訪れる際に操縦して来たヘリコプター。中盤、恐竜達が脱走した際、ドアガンとしてM134(劇中では電動式ガトリングガンM134という設定)を搭載して恐竜達へ向け攻撃した。
カワサキ・ブルートフォース750、テリックス4
従業員が乗るカワサキ社のオフロード・バギーカー。エンブレム部分が「ジュラシック・ワールド」のロゴなどになっている車両もある。劇中でオーウェンとバリーが乗っていた。また、インドミナス・レックスに破壊されたと思われるテリックス4が旧ビジターセンター近くでザックとグレイによって発見され、旧パークのジープ・ラングラーを動かす為にテリックス4からバッテリーを使用した。
シボレー・C-2500、テレックス RT-シリーズ
建設車両のトラックとクレーン車。両車共にインドミナス・レックスのパドックに止まっていた。トラックはインドミナス・レックスに破壊された。
ハンヴィー
インジェン社のセキュリティ部門が乗る軍用車。
ジュラシック・パーク
映画第一作の惨劇となったインジェン社の跡地。小説版ではロストワールドの時点で軍によってパーク自体が爆撃されて破壊されたが、本作では何も手つかずの状態のまま廃墟として登場する。
旧ビジターセンター
映画第一作に登場した施設。崩壊後、噴水などの建物の正面エリアの一部はインジェン社により破壊されたが、廃墟の姿のまま残っており、建物はほぼ草木で覆われ荒れ果てている。
1993年型ジープ・ラングラー
映画第一作で登場した職員用のSUV。パーク跡地である廃墟の旧ビジターセンターの地下ガレージから、保存状態のよいまま発見され、ザックによるバッテリー交換によって窮地を脱出するために再び使用される。

## 制作
2002年6月にスティーヴン・スピルバーグは、自らが製作総指揮を取り、『ジュラシック・パークIII』のジョー・ジョンストンが監督で『ジュラシック・パーク4』の製作計画が行われると語っていた。11月には4作目の脚本にウィリアム・モナハンが雇われていた。2004年9月には脚本に新たにジョン・セイルズが雇われ、モナハンの代わりに未完成だった4作目の脚本を書き上げた。モナハンとセイルズが書いた4作目の脚本は軍が恐竜と人間の遺伝子を掛けあわせた兵士を作り上げるという内容で、コンセプトアートも制作されたが、この内容のジュラシック・パーク4の製作計画は結局、後にキャンセルとなった。その後は長く延期され、製作は遅れていた。
2007年3月にローラ・ダーンは、スピルバーグからジュラシック・パークの新作に再び出演するように頼まれていた。リチャード・アッテンボロー（2014年他界）と、ジェフ・ゴールドブラムは、ジュラシック・パーク4に若干の関心を示したため、再びイアン・マルコム博士とジョン・ハモンドとしての役割を果たすだろうと報告された。
2011年にサンディエゴで行われたコミコン・インターナショナルに出席したスティーヴン・スピルバーグは『ジュラシック・パーク4』の製作準備が進行中で、新しい脚本もすでに書かれている事を話した。
2013年1月11日にユニバーサル・ピクチャーズは『ジュラシック・パーク4』は3Dカメラで撮影され、2014年6月13日にリリースすると発表していたが、プロデューサーのフランク・マーシャルはそのリリース日を否定していた。そして3月14日にコリン・トレヴォロウがジュラシック・パークの4作目『ジュラシック・ワールド』の監督及びデレク・コノリーと共同でモナハンとセイルズの脚本から大幅に変更した脚本を新たに書き上げ、製作される事が明らかになった。6月24日にルイジアナ州バトンルージュのローリースタジオで撮影が始まり、映画で観光客役の数百人のエキストラを募集してオーディションを行っていた。後にハワイのカウアイ島で撮影が始まった。初期の製作企画でアラン・グラント博士役のサム・ニールは出演に関心を示していたが、2013年5月19日に、本作『ジュラシック・ワールド』の出演について出演の可能性は極めて低いと語っていた。1作目でデニス・ネドリーを演じたウェイン・ナイトは2013年7月19日のコミコン・インターナショナルでのインタビューで『ジュラシック・パーク4』への出演の興味を示す意見を述べていた。ネドリーは死んでおらず、眼帯で片腕の人を演じたいと彼は語った。
2013年9月10日にユニバーサル・ピクチャーズは2015年6月12日に3Dで公開する事を正式に発表した。
出演に2014年2月24日にヴィンセント・ドノフリオが悪役で出演する事が決まり、イルファーン・カーンはイスラ・ヌブラル島のパーク施設を所有するパテル社の所有者として、1作目にヘンリー役で登場したB・D・ウォンが再び、22年ぶりに同じ役で出演する事も決まった。3月21日にオマール・シーがキャスティングされ、3月26日にジェイク・ジョンソン、4月3日にジュディ・グリアとケイティ・マクグラスらの出演が決まった。主役は11月にジョシュ・ブローリンとの出演交渉に失敗した為、クリス・プラットが代わりに決まった。
噂されていた羽毛恐竜の登場は無いと、トレヴォロウは自身のTwitterで否定していた。また、脚本を書いたコリン・トレヴォロウとデレク・コノリーによると、映画に登場させる新しい恐竜の1つに「海棲爬虫類」を示していた。本作でもテクニカルアドバイザーを務める古生物学者のジャック・ホーナーによると夜行性の恐竜が登場する事を示している。スコミムス、マジュンガサウルス、コエロフィシス、アクロカントサウルス、ティロサウルス、カルノタウルス、ギガノトサウルス、アロサウルス、トロオドンの10匹が登場するのではないか？とリストに示して噂もされていた。なお、映画に登場する新しい恐竜の1つ「海棲爬虫類」はモササウルスだとされている。また、カルノタウルスに描写の影響を受けた様な、遺伝子組み換えによって造られた、新種のティラノサウルス、ディアボルス・レックス（Diabolus Rex）という新種の肉食恐竜が登場するとも言われ、映画で重要な役割をする恐竜になるとも言われている。
公開に向けて2014年、ユニバーサル・ピクチャーズが本作のジュラシック・ワールドのマスラニ・グローバル（Masrani Global）というバイラルサイト のオフィシャルサイトを開始した。マスラニ・グローバルはイスラ・ヌブラル島の「ジュラシック・ワールド」を所有する架空の会社で、ユニバーサル・ピクチャーズが映画公開に向けてマスラニ社の「ジュラシック・ワールド」の歴史などをこのバイラルサイトで共有している。また、同じくジュラシック・ワールドのパーク運営のバイラルサイトのオフィシャルサイトも開始した。
第1作から第3作までの日本語吹き替え版に出演していた納谷六朗は公開前の2014年に死去したため、本作以降は未出演となった。

### 撮影
- パークのメインストリートセットの撮影は、2005年のハリケーン・カトリーナで壊滅したニューオーリンズにあるシックスフラッグス・ニューオーリンズ（英語版）と言う廃墟と化した遊園地で行われた。
- ザックとグレイの家族が住む、雪が積もった住宅地はウィスコンシン州にあると言う設定だが、撮影はニューオーリンズにある住宅街で行われ、地面の雪などを作って表現されている。またザックとグレイの家族がいる空港はルイ・アームストロング・ニューオーリンズ国際空港で撮影されている。CGではなく、実際に製作された[55]。
- ハワイで撮影されたガリミムスが登場する「ガリミムス・バレー」は、1作目で撮影された「ガリミムス・バレー」の撮影場所から182.88m離れたクアロア牧場で撮影された。

### 削除されたシーン
- クレアが恐竜の糞を自身の体に塗り付け、恐竜を誘き寄せようとするシーン。
- 枯葉に半ば埋もれた、1作目でネドリーがジープで誤って倒した、船乗り場行きのイーストドック（East Dock）の道路標識があるシーン[56]。当初ザックとグレイは旧ビジターセンターからジープに乗って戻る途中、映画1作でネドリーがディロフォサウルスに殺された場所に辿り着き、3匹[要出典]のディロフォサウルスと遭遇し、ザックとグレイは映画1作でネドリーが恐竜の胚が入ったシェービングクリームの缶を落として失った地点で3匹のディロフォサウルスから一時隠れて動けなくなるシーンがあった。

## 公開
2015年6月12日に全米をはじめ世界各国で封切られ、オープニング週末3日間の興行成績が、全世界合計で5億2410万ドル（約630億円／1ドル120円換算）という驚異的な数字を記録。それまでトップだった『ハリー・ポッターと死の秘宝 PART2』（11年）を抜き去り、堂々の第1位を記録した。
日本での公開予定日は当初2015年8月7日の予定だったが、世界でのメガヒットを受けて同年8月5日に繰り上げた。よって、公開曜日は異例といえる水曜日となった。8月19日には公開2週間という驚異的なスピードで、日本国内での累計興行収入50億2,714万3,440円、観客動員数340万9,556人を記録した。8月23日までの国内累計観客動員数は401万1,474人、国内累計興行収入は59億5,737万9,700円を記録、公開から19日間という早さで、8月23日時点での2015年国内公開作興収1位の座に躍り出た。更に前作『ジュラシック・パークIII』（2001年）の日本国内興行収入51.3億円を上回った。9月10日時点での国内累計興収は80億87万1,500円、累計観客動員数は535万3,143人を記録し、ハリウッド実写作品としては『ハリー・ポッターと死の秘宝 PART2』（2011年日本公開）以来約4年ぶりとなる、日本国内累計興行収入80億円の大台を突破した。2016年1月に日本映画製作者連盟より発表された「2015年の国内映画産業統計」では95.3億円で第1位となった。

## 受賞
| 年   | 映画賞                          | 賞                       | 対象             | 結果       |
| ---- | ------------------------------- | ------------------------ | ---------------- | ---------- |
| 2015 | 第33回ゴールデングロス賞        | 外国映画部門 優秀銀賞    |                  | 受賞       |
| 2015 | Yahoo!検索大賞 2015             | 映画部門賞               |                  | 受賞       |
| 2016 | 第22回全米映画俳優組合賞        | スタント・アンサンブル賞 |                  | ノミネート |
| 2016 | 2016 キッズ・チョイス・アワード | お気に入りの映画         |                  | 未決定     |
| 2016 | 2016 キッズ・チョイス・アワード | お気に入りの映画俳優     | クリス・プラット | 未決定     |
| 2016 | MTVムービー・アワード 2016      | 最優秀映画賞             |                  | 未決定     |
| 2016 | MTVムービー・アワード 2016      | 最優秀男優賞             | クリス・プラット | 未決定     |

## テレビ放映
地上波初放送では、オリジナルの吹き替え版が制作された。本シリーズでテレビ用に新たな吹き替えが製作されるのは初めての事であったが、「なぜ吹き替えをわざわざ俳優から（プロの声優ではなく）俳優に変えたのか」と主演のキャスティングに関しては物議を醸すこととなった。
| 回数 | 放送日        | 放送時間    | 放送分数 | 放送局     | 放送枠           | 放送形態       | 吹替版       | 平均世帯 視聴率 | 出典          |
| ---- | ------------- | ----------- | -------- | ---------- | ---------------- | -------------- | ------------ | --------------- | ------------- |
| 1    | 2017年8月4日  | 21:00-23:24 | 144分    | 日本テレビ | 金曜ロードSHOW!  | 本編ノーカット | 日本テレビ版 | 13.4%           | [ 17 ]        |
| 2    | 2018年7月13日 | 21:00-23:24 | 144分    | 日本テレビ | 金曜ロードSHOW!  | 本編ノーカット | 劇場公開版   | 13.9%           | [ 66 ]        |
| 3    | 2022年7月22日 | 21:00-23:24 | 144分    | 日本テレビ | 金曜ロードショー | 本編ノーカット | 劇場公開版   | 8.7%            | [ 67 ]        |
| 4    | 2024年5月17日 | 21:00-23:09 | 129分    | 日本テレビ | 金曜ロードショー |                | 劇場公開版   | 7.1%            | [ 68 ]        |
| 5    | 2025年5月3日  | 21:00-23:15 | 135分    | フジテレビ | 土曜プレミアム   |                | フジテレビ版 | 5.9%            | [ 11 ] [ 69 ] |

## LEGO (R) ジュラシック・ワールド:インドミナス大脱走!
『LEGO (R) ジュラシック・ワールド:インドミナス大脱走!』は、2016年レゴ製作による短編アニメーション。
監督はマイケル・D・ブラックが務める。アメリカでは2016年10月18日・日本では2016年12月7日にDVDで発売された。
キャスト
- クレア - ブライス・ダラス・ハワード（日本語吹き替え：林真里花）
- オーウェン - A・J・ロカシオ（日本語吹き替え：置鮎龍太郎）
- マスラニ - センディル・ラママーシー（日本語吹き替え：岩崎ひろし）
- ホスキンス - フレッド・タタショア（日本語吹き替え：廣田行生）
- ホットドッグ・マン - ザッカリー・リーヴァイ（日本語吹き替え：多田野曜平）

特典映像
- 従業員 安全対策ビデオ
- LEGO (R) ジュラシック・ワールドの一日
- Tレックスとの遭遇
- 友達を救え!

## ゲーム
- アーケードゲーム（Jurassic Park Arcade） - 「ジュラシック・ワールド」の建設に繋がるストーリー内容と示されており、映画版に基づき、プレイヤーはマスラニ社からイスラ・ヌブラル島に派遣された、セキュリティチームの部隊の隊員となり、新しい「ジュラシック・パーク（ジュラシック・ワールド）」建設の為の準備として、イスラ・ヌブラル島の恐竜達を麻酔銃で打ち倒して進んでいく内容のガンシューティングゲームが、Raw Thrillsにより開発され[70][71]、2014年11月25日にIAAPA Attractions Expo 2014にて出展された[72]。2015年3月に登場した。日本ではバンダイナムコゲームスから発売された。
- レゴ ジュラシック・ワールド（LEGO Jurassic World） - トラベラーズテイルズが開発し、PlayStation 4、PlayStation 3、Xbox One、Xbox 360、PlayStation Vita、Wii U、ニンテンドー3DS、PCにて2015年6月にリリース予定のレゴのジュラシック・ワールドのアクションアドベンチャーゲームが発表された。因みにジュラシック・ワールドのレゴ玩具が発表されており、それに基づいたゲーム作品となる。
- モバイルゲームとして「ジュラシック・ワールド ザ ゲーム」 がリリースされた。
- Cryptic Studiosがジュラシック・ワールドのゲームを開発していたが、2015年6月に閉鎖された為、開発キャンセルを余儀なくされている。Xbox LiveとPSN対応のゲームとしてリリース予定し、プレイヤーは映画の主人公オーウェンとなって、「H1Z1」に類似したオープンワールドのTPSタイプのアクションアドベンチャーゲームとして開発されていた。3DアーティストのNate LangeとCatherine Rokitkaが雇われ、幾つかの3Dで描かれたゲームの為のキャラクターと恐竜の画像も公開され、開発していたデモ映像も公開された[73][74]。
- ジュラシック・ワールド エボリューション - Frontier Developmentsが開発を行う2018年にXbox One、PlayStation 4、Steamにて発売される『ジュラシック・ワールド』の経営シミュレーションゲーム。ゲームは映画『ジュラシック・ワールド』と関係し、プレイヤーはイスラ・ヌブラル島と5つの島のラス・シンコ・ムエルテス諸島（イスラ・マタンセロス島、イスラ・ムエルタ島、イスラ・ソルナ島、イスラ・タカニョ島、イスラ・ペナ島）の島々の操作をして管理し、恐竜造りとアトラクション施設や恐竜の封じ込め、研究施設を建設など様々な対処に挑みながら「ジュラシック・ワールド」を構築してゲームを進めていく。

## ノベライズ
- 「ジュラシック・ワールド」デイヴィッド・リューマン 著、ランダムハウス、 入間眞 訳、竹書房文庫、2015年8月7日発売、ISBN 978-4801904361
- 「The Evolution of Claire」テス・シャープ著で2018年6月26日に書かれた映画本作の前篇にあたる映画本編の公式設定のクレアの物語。

## 絵本
- 「Dino Hybrid (Jurassic World) 」ビリー・ウレックス 著、ランダムハウス、2016年3月1日発売 ‐ インドミナス・レックスだけでなく、研究所で造られた他の遺伝子組み換え恐竜のトレーディングカードと30枚以上のステッカーからなる、3歳から7歳の子供を対象したジュラシック・ワールドの絵本。

## コミック化
- 2016年8月にサンディエゴで開催されるコミコン・インターナショナルからの報告によるとIDWパブリッシングは2017年に本作の『ジュラシック・ワールド』に基づいたコミックを出版すると発表した[75]。なお、IDWパブリッシングは過去に『ジュラシック・パーク』シリーズに基づいた『ジュラシック・パーク』のコミックを幾つか出版している。

## アニメシリーズ
- Netflixは2019年6月に『ジュラシック・ワールド/サバイバル・キャンプ』と言うタイトルで、『ジュラシック・ワールド』の3DコンピュータアニメーションのTVシリーズを発表した。Netflixとドリームワークス・アニメーションの共同制作で、2020年9月18日に配信放送された。ストーリーは『ジュラシック・ワールド』のスピンオフ的な内容で、イスラ・ヌブラル島の反対側の新しいアドベンチャー・キャンプで一生に一度のキャンプ経験をするために選ばれたダリウス・ボーマン、ブルックリン、ケンジ・コン、サミー・グティエレス、ベン・ピンクス、ヤズ・ファビュラの6人の10代の少年少女達[76]。しかし、ジュラシック・ワールド事件で恐竜が島中で暴れる大災害が起きた時、6人が乗ったキャンピングカーは立ち往生してしまい、6人の少年少女達はお互い協力しながら生き残り、島からの脱出を試みると言う内容である[77]。

## その他
- 映画の原題は『Jurassic Park: Extinction』（絶滅）だった。
- 球体の乗り物、ジャイロスフィアのアイディアはスティーブン・スピルバーグによるものである。
- 『1』、『2』に登場していたイアン・マルコム博士が書いた『God Creates Dinosaurs』と言う本がコントロール・ルーム内ロウリー・クルーザースの机にある。
- 映画で、クレアを演じたブライス・ダラス・ハワードはジミー・ファロンの番組『ザ・トゥナイト・ショー』にゲスト出演した時、 映画でジェントル・ジャイアンツふれあい動物園でアパトサウルスの子供を抱く少年は実際、自分の息子だと語った。
- リック・ジャッファとアマンダ・シルヴァーが最初に書いたオリジナルのスクリプトでは中国で発見された新しい恐竜の骨から人間と恐竜のDNAによる遺伝子組み換えで誕生した新種の人型恐竜を思いついていた。この原案はボツになったが、トレボロウ監督は遺伝子組み換えの新種の恐竜の概念は映画でインドミナス・レックスで登場させる事となった。
- ブライス・ダラス・ハワード演じるクレアが着る白い服は、1作目でリチャード・アッテンボローが演じたジョン・ハモンドの白い服装へのオマージュである。
- アパトサウルスは小説版では1作目・2作目の両方に登場していたが、映画ではブラキオサウルスとマメンチサウルスに置き換えられてしまい、映像作品として登場するのは本作が初である。
- ジェントル・ジャイアンツふれあい動物園に登場するトリケラトプスの子供は元々、1作目に登場するはずであったトリケラトプスの子供であるが、キャンセルされた。映画本作にトリケラトプスの子供を新たに登場させた。
- モササウルスの餌にサメを与える概念はコリン・トレボロウ監督のアイディアだが、スティーブン・スピルバーグが監督として制作した『ジョーズ』に触発されたものである。
- 映画でクレアの女性秘書であるザラがモササウルスに捕食されるシーンは、スピルバーグ監督の『ジョーズ』で水遊びをしている女性が捕食されるシーンへのオマージュでもある。また本シリーズで女性キャラクターが初めて死亡するシーンである。
- シリーズで唯一(現時点で)、雨のシーンが存在しない。
- ザックとグレイが「ジュラシック・パーク」の旧ビジターセンターへ行った時に乗ったジープ・ラングラーは「29」の番号が付けられている。これは1作でハモンドが乗っていたものと同じで、旧ビジターセンターでオーウェンとクレアがインドミナス・レックスから身を潜めていたジープ・ラングラーは「18」の番号があり、1作でグランドとエリーとマルコムが乗っていたのと同じである。
- ザックとグレイが「ジュラシック・パーク」の旧ビジターセンターへ行った時に、1作で破壊されたティラノサウルス標本骨格の一部と、「When Dinosaurs Ruled the Earth」と書かれた横断幕の一部を発見する。
- 当初ストリートボートの段階ではプレシオサウルスも登場予定であった。首長竜と魚竜を特徴としたプレシオサウルスの池があり、訪問者はモノレール式のレールに沿った潜水艇に乗って首長竜と魚竜を見ると言うものである。最終的にこのシーンはキャンセルされた。
- クリス・プラット、ブライス・ダラス・ハワード、ジェイク・ジョンソンの3人はジェームズ・コーデンのトーク番組『ザ・レイト・レイト・ショー・ウィズ・ジェームズ・コーデン』にゲスト出演した際、トークでブライス演じるクレアがハイヒールを履きながら走っていた事で話題となり、プラットはハワードが足首の運動をしていて「まるで私がオリンピックでいるように、踵で動作することに備えてトレーニングする」と言った。その後、番組で用意された赤いハイヒールを、プラットが履き、映画のハワードを真似して走って笑わせた[78]。
- 映画の中でインジェン社の傭兵が登場するが、ヘリに乗りながら海上の上空で理由もなく翼竜を撃つ、顎鬚を生やした傭兵が登場しているが、これは、ケナー・プロダクツ（ハズブロに吸収された）から発売されたジュラシック・パークのアクションフィギュアのおもちゃ「Jurassic Park Evil Raiders」に登場する「Skinner」と言う名前の恐竜ハンターのキャラクターに基づいており、それの皮肉を込めたパロディである。
- 彼らを乗せたヘリが上陸した位置は、一作目でハモンド一行が上陸した位置である。
- ジミー・バフェットのレストランチェーン店「マルガリータヴィル」がパークのメインストリートの店にある。
- Mr.インクレディブルやトゥモローランドの監督として知られているブラッド・バードが、モノレールの車内放送の声としてカメオ出演している[79]。
- 劇中の中心となる施設の名前が「サムスン・イノベーション・センター」となっており、劇中で出てくるスマートフォンは全てサムスン製の『Galaxy』になっているほか[42]、施設内のモニターもサムスン製品である。サムスンとユニバーサル・ピクチャーズがグローバルパートナーシップを組んでおり、これにより劇中にサムスン名やサムスン製品が出てきている[80]。
- ジュラシックパークシリーズで初めて東宝東和が配給を行っている（前作「ジュラシック・パークIII」まではユナイテッド・インターナショナル・ピクチャーズ）。